# The Franciscan Friars of Killarney
The Franciscan Friars of Killarney er en amerikansk stumfilm fra 1911 af Sidney Olcott.